# KMFDM
KMFDM /kaːɛmɛfdeːɛm/ est un groupe allemand de metal industriel originaire de Hambourg. Dirigé par le multi-instrumentiste Sascha Konietzko, le groupe a été formé en 1984 en tant que projet de performance artistique. En 2016, KMFDM compte un total de dix-neuf albums studio, deux douzaines de singles, et plus de deux millions d'albums vendus aux États-Unis.
Le groupe subit de nombreux changements de personnel et a accueilli des dizaines de musiciens. Sa première formation comportait le batteur allemand En Esch et le chanteur britannique Raymond Watts ; ce dernier a quitté et réintégré le groupe à plusieurs reprises au cours de son histoire. Le guitariste Günter Schulz rejoint le groupe en 1990, jusqu'à la disparition du groupe en 1999. Konietzko ressuscite KMFDM en 2002 (Esch et Schulz ont refusé de rejoindre le groupe), et en 2005 forme un nouveau groupe incluant la chanteuse américaine Lucia Cifarelli, les guitaristes Jules Hodgson et Steve White et le batteur britannique Andy Selway.
KMFDM est considéré comme l'un des premiers groupes à faire connaître la musique industrielle à un public traditionnel, mais Konietzko préfère considérer leur musique comme «The Beat ultra-lourd». Alors que le groupe a toujours utilisé beaucoup de guitares, l'ajout de riffs de Schulz a déplacé le groupe vers un son plus metal industriel. Le groupe intègre des riffs de guitare lourds, de la musique électronique, des échantillons, et des voix souvent féminines dans sa musique.

## Origines du nom
Les cinq lettres du nom sont le sigle d'une phrase en allemand qui change au fil des années. L'interchangeabilité des deux « M », respectivement initiales de Mehrheit et Mitleid est à l'origine de l'ambiguïté quant au sens du nom du groupe, ambiguïté entretenue délibérément par Sascha Konietzko. Sur la pochette de 84 - 86, on lit la phrase absurde Kein Mehrheit für die Mitleid (« pas de majorité pour la pitié »),,, ; en revanche les textes du morceau Megalomaniac figurant sur l'album Symbols donnent l'expression consacrée allemande Kein Mitleid Für Die Mehrheit et le groupe ne se garde pas d'apporter d'autres sens possibles, comme dans Light, de l'album Angst, où l'on entend la phrase « Keiner Macht für dich mehr » (≈ « tu n'as plus de force »). Ce culte ludique de l'ambiguïté et du décalage est emblématique des premières années du groupe.

## Histoire

### Débuts en Allemagne (1984-1989)
Au fil du temps, de nombreux membres ont intégré KMFDM, mais le leader est toujours resté Sascha Konietzko, dont les multiples fonctions dans le groupe incluent : compositeur, producteur, mixeur, programmeur, sampleur, vocaliste, percussionniste, bassiste et autres programmations électroniques. Le duo Konietzko/Sturm fit sa toute première prestation scénique le 29 février 1984 où il ouvrit pour une exposition d'œuvres européennes au Grand Palais de Paris (Udo Sturm jouait du synthétiseur et Sascha arborait une guitare basse 5 cordes). La même année, KMFDM sortait son premier opus, Opium, annonçant déjà clairement la direction engagée du groupe. Peu de temps après, Sturm quitta le groupe alors que le batteur En Esch l'intégrait ; batteur qui resta de longues années au sein de KMFDM.
Udo Sturm n'étant plus là, Sascha et En Esch suspendent le projet KMFDM pour un certain temps et rejoignent l'industriel new-yorkais Peter Missing pour former le nouveau projet Missing Foundations. Avant que le groupe ne sorte une seule démo, En Esch et Sascha laissent tomber et reprennent en main KMFDM.
Le deuxième enregistrement du groupe, nommé What Do You Know, Deutschland?, sort en 1986, signé par le label Wax Trax! Records. Au lieu d'être uniquement un recueil de nouvelles compositions, cet album retrace des sélections du groupe de 1983 à 1986 (en fait, plusieurs de ces compositions furent écrites par En Esch avant de rejoindre le groupe). Entre-temps, KMFDM tisse des liens avec l'artiste anglais Aidan Hughes alias Brute!, dont les réalisations de pochettes pour le groupe vont de pair avec la dure et frappante musique de KMFDM. Konietzko et sa bande continuent leurs enregistrements où la tendance des années 1980 règne avec Don't Blow Your Top en 1988, suivi de UAIOE en 1989. Des années durant lesquelles le groupe se trouve au beau milieu d'un mouvement industriel underground. En parallèle, Wax Trax! devient rapidement leader en tant que label de musique industrielle avec des groupes tels que Ministry, Revolting Cocks, Front 242 ou encore My Life with the Thrill Kill Kult.
KMFDM commence à tourner aux États-Unis en 1989, après avoir parcouru l'Europe avec des groupes tels que Einstürzende Neubauten, The Young Gods et Borghesia (en), entre autres. KMFDM saute sur l'occasion lorsqu'il leur est offert de tourner aux États-Unis avec Ministry. La tournée, prévue pour l'été, est repoussée maintes fois à cause de l'état de santé du leader de Ministry, Al Jourgensen. Elle débute finalement en décembre 1989. La tournée est totalement favorable à KMFDM, qui sort désormais de l'ombre et se dévoile au grand public. Un besoin de retour en Europe se fait de nouveau sentir chez le groupe ; ils entament donc la composition de leur cinquième album, Naïve. Réalisant que l'avenir de la musique industrielle se trouve aux États-Unis, Konietzko et son groupe auparavant basés à Hambourg en Allemagne installent leur nouvelle base à Chicago en 1991. La même année, un projet parallèle de KMFDM, Excessive Force, se forme. S'ensuit un premier enregistrement, Conquer Your World, en 1992. Toujours la même année, KMFDM sort son nouvel opus, Money.

### Succès en Amérique (1990-2006)
Au moment où KMFDM s'ouvre à une plus grande audience, Wax Trax! se trouve soudainement en difficulté et le label est racheté par TVT Records. Les albums suivants de KMFDM sont les plus connus : Angst en 1993 (qui par le clip de A Drug Against War (en) diffusé sur MTV augmente l'audience de KMFDM), Nihil en 1995 et Xtort (en) en 1996. Dans la même période, Excessive Force sort un second opus, Gentle Death, en 1994 alors que KMFDM déménage une nouvelle fois à Seattle. Plus tard, d'autres enregistrements suivent : Symbols en 1997, Agogo en 1998 et Adios en 1999, avant que les membres de KMFDM se séparent le 22 janvier 1999.
À la suite de la séparation, Konietzko forme avec Tim Sköld et Lucia Cifarelli le trio MDFMK qui sort un seul album éponyme en 2000 avant la re-formation de KMFDM en 2002 pour le nouvel album Attak, suivi de l'album live Sturm & Drang Tour 2002. L'année 2003 voit naître l'album WWIII, suivi du WWIII Live 2003 un an plus tard. En plus de diriger KMFDM, Sascha Konietzko a également travaillé avec de nombreux artistes en tant que musicien, producteur ou remixeur, de Die Krupps, Front 242, Treponem Pal, Kidneythieves, M People, Peter Murphy en passant par Pig, Schwein, Sister Machine Gun et Swamp Terrorists, etc.

### Retour en Allemagne (depuis 2007)

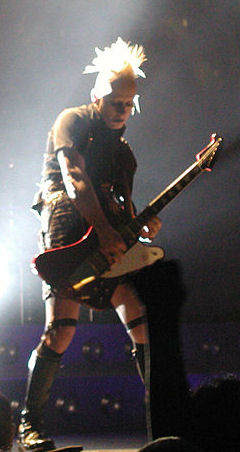
Tim Skold avec Marilyn Manson en 2007.

Après les fusillades en 2007 et 2008 en Finlande, la presse commence à lier le groupe à ces événements, notant que le tueur considérait KMFDM comme l'un de ses groupes préférés,. Lors d'un entretien avec NRK peu après le drame de 2008, Konietzko répond à ces accusations que l'assassin ne voulait que reproduire ce qui s'était passé au lycée de Columbine. « Ce qui m'a le plus choqué après ce drame [la fusillade de Columbine] c'est que j'étais sûr qu'il y aurait d'autres fanatiques pour reproduire ce même type de violence haineuse. Malheureusement, j'avais raison ».
KMFDM réédite tous ses vieux singles et chansons rares avant leur séparation de 1999 dans une série de trois double-albums intitulée Extra — Vol. 1, Vol. 2, et Vol. 3 — en mi-2008. KMFDM Records publie Skold vs. KMFDM au début de 2009, qui est une collaboration entre Skold et Konietzko effectuée par Internet entre deux continents séparé de juin à octobre 2008. A follow-up is planned, but is not a high priority. Le seizième album de KMFDM, Blitz, est publié en mars 2009, qui fait participer Skold. Il atteint la quatrième place du Billboard Dance/Electronic Albums Chart, et reste dans le classement pendant quatre semaines. L'album-remix, Krieg, est publié au début de 2010. Deux compilations, Würst et Greatest Shit, sont publiées en septembre la même année.
Le 14 décembre 2010, le site web officiel de KMFDM change pour inclure l'image single avec le texte All Systems Have Been Ripped. The Internet Has Been Shut Down (« Tous les systèmes sont envahis. Internet est fermé »). Une nouvelle chanson, intitulée Rebels in Control est publiée gratuitement sur le site, postée en soutien à Julian Assange concernant les polémiques entourant WikiLeaks,. Les anciens membres du groupe, Durante, Esch, Schulz, et Watts aparticipe avec Mona Mur au Wax Trax! Retrospectacle de Chicago en avril 2011, un spectacle à but non lucratif fêtant le dixième anniversaire du label. Le groupe joue les chansons de KMFDM de la période Wax Trax! : Juke Joint Jezebel, Godlike, Brute et Don't Blow Your Top.
KMFDM publie l'album WTF?! en avril 2011, qui fait participer ce que Konietzko appelle « une tripotée de musiciens » comme Rieflin, Koichi Fukuda, Free Dominguez, et William Wilson,. Le premier single de l'album, Krank, atteint les classements allemands et américains. WTF?! est classé huitième du Billboard Dance/Electronic Albums Chart pendant une semaine. Les enregistrements du dix-huitième album de KMFDM sont lancés en février 2012. Intitulé Kunst, il est publié le 26 février 2013. Le groupe tourne aux États-Unis en mars en Europe en avril 2013. KMFDM réédite Opium et WWIII en octobre 2013.
Le 24 mai 2014, Konietzko annonced sur la page Facebook du groupe, la sortie prochaine d'un nouvel album, Our Time Will Come, le 14 octobre 2014. Un nouvel album live, intitulé We Are KMFDM et un single intitulé Genau (The German in You) sont également annoncés. Our Time Will Come est donc publié le 14 octobre 2014, en formats CD et vinyle.

## Style musical
KMFDM se consacre initialement à la performance, Konietzko incorporant du visuel comme des lits brûlés, mais aussi des instruments non conventionnels comme un aspirateur. Les albums des années 1990 font significativement usage de sampling, et les premiers instruments utilisés incluent synthétiseurs et boîtes à rythmes. Konietzko cite T. Rex, David Bowie, et Frank Zappa comme inspirations de KMFDM à leurs débuts. Avant de former le groupe, il écoutait du punk et des « vrais groupes indus » comme Throbbing Gristle.
Le style musical du groupe est catégorisé industriel, rock industriel, métal industriel, et techno-industriel.

## Membres

### Membres actuels
- Lucia Cifarelli - chant, piano, synthetiseur
- Sascha Konietzko - chant, percussions, programmation, échantillonneur, basse, guitare, synthétiseur
- Jules Hodgson - guitare, banjo, batterie, programmation, basse, piano, synthétiseur
- Andy Selway - batterie, chant
- Steve White - guitare en concert

### Anciens membres
- Mark Durante - guitare
- En Esch - chant, percussions, guitare, programmation, basse, synthétiseur
- William Rieflin - batterie, programmation, chant
- Günter Schulz - chant, guitare, programmation, basse
- Chris Shepard - production
- Tim Sköld - chant, programmation, synthétiseur, guitare et basse en concert
- Raymond Watts - chant, programmation, échantillonneur, basse, guitare en concert

### Membres additionnels
- Morgan Adjei - chant
- Dorona Alberti - chant
- Michel Bassin - guitare, percussions
- Jr. Blackmale - chant
- Nicole Blackman - chant
- Bruce Breckenfeld - orgue Hammond B3
- Evie Camp - chant
- Jim Christiansen - trombone
- Mike Cichowicz - trompette
- Chris Conelly - chant
- Amy Denio - saxophone
- F.M. Einheit - production
- Steve Finckle - saxophone
- Jennifer Ginsberg - chant
- Curt Golden - harmonica, guitare)
- Nina Hagen - chant
- Nick Head - chant
- Mike Jensen (guitare en concert)
- Jack Kramer (trompette)
- Charles Levi (basse
- Sigrid Meyer - chant
- Mona Mur - chant
- Rudolph Naomi - batterie
- Kevin Ogilvie - chant
- Bob Samborski - trombone
- Arianne Schreiber - chant
- Christine Siewert - chant
- Abby Travis - chant, basse
- William Tucker - guitare
- Fritz Whitney - saxophone
- Cheryl Wilson  - chant

## Discographie

### Albums studio
- 1985 : Opium
- 1986 : What Do You Know, Deutschland ?
- 1988 : Don't Blow Your Top
- 1989 : UAIOE
- 1990 : Naïve
- 1992 : Money
- 1993 : Angst
- 1994 : Naïve - Hell To Go
- 1995 : Nihil
- 1996 : Xtort
- 1997 : Symbols
- 1999 : Adios
- 2002 : Attak
- 2003 : WWIII
- 2005 : Hau Ruck
- 2007 : Tohuvabohu
- 2009 : Blitz
- 2011 : WTF?!
- 2013 : KUNST
- 2014 : Our Time Will Come
- 2017 : Hell Yeah
- 2019 : Paradise
- 2022 : Hyëna
- 2024 : Let Go

### Compilations
- 1992 : 84-86 (démo d'une compilation extrêmement limitée distribuée seulement aux membres du fan club)
- 1998 : Retro (compilation promotionnelle américaine datant de 1996)
- 1998 : Agogo (titres inédits, bandes originales de films, etc.)
- 2008 : Brimborium (12 remixes (titres de l'album Tohuvabohu) + un titre inédit (What We Do for You).)
- 2009 : Krieg (12 remixes (ritres de l'album Blitz)
- 2010 : Greatest Shit (compilé par Sascha Konietzko, retraçant les vingt-cinq ans de carrière du groupe (version édition limitée / 38 titres))
- 2010 : Wurst  (compilé par Sascha Konietzko.
Retraçant les vingt-cinq ans de carrière du groupe (version standard / 19 titres))

### Albums live
- 2002 : Sturm & Drang Tour 2002
- 2003 : WWIII Live 2003
- 2014 : We Are KMFDM: Live 30th Anniversary

### Singles et EP
- 1987 : Kickin Ass
- 1988 : Don't Blow Your Top
- 1989 : More and Faster
- 1989 : Virus
- 1990 : Godlike
- 1991 : Split
- 1992 : Help Us-Save Us-Take Us Away
- 1992 : Money
- 1992 : Sex on the Flag
- 1992 : Sucks
- 1992 : Vogue
- 1993 : A Drug Against War
- 1994 : Glory
- 1994 : Light
- 1995 : Brute
- 1995 : Juke-Joint Jezebel
- 1995 : Trust / Juke Joint Jezebel
- 1996 : Power
- 1996 : Rules
- 1996 : Xtort
- 1996 : Anarchy
- 1997 : Megalomaniac
- 1997 : Megalomaniac Remixes
- 1997 : Megalomaniac Remixes Part 2
- 2002 : Boots
- 2003 : WWIII Remix
- 2006 : Ruck Zuck

### Splits
- 1991 : Naïve / The Days of Swine and Roses (avec My Life with the Thrill Kill Kult)
- 1994 : Sin Sex and Salvation (avec PIG)
- 1995 : Year of the Pig (avec PIG)
- 1997 : Mortal Kombat: Annihilation (avec Rammstein, disque promotionnel)
- 1997 : Mortal Kombat: Annihilation (Psykosonik, disque promotionnel)

### Bandes originales
(août 2024).
| Année | Titre                              | Type         |  | Chanson                               |
| 1992  | Hellraiser 3                       | Film         |  | Ooh La La                             |
| 1995  | Bad Boys                           | Film         |  | Juke Joint Jezebel                    |
| 1995  | Souvenirs de l'au-delà             | Film         |  | Go To Hell                            |
| 1995  | Johnny Mnemonic                    | Film         |  | Virus                                 |
| 1995  | Mortal Kombat                      | Film         |  | Juke Joint Jezebel                    |
| 1995  | Street Fighter II, le film         | Dessin animé |  | Ultra                                 |
| 1997  | Mortal Kombat : Destruction finale | Film         |  | Megalomaniac                          |
| 1998  | Test Drive 5                       | Jeu vidéo    |  | Megalomaniac, Leid Und Elend, Anarchy |
| 1999  | Wing Commander                     | Jeu vidéo    |  | Stray Bullet                          |
| 2004  | Spider-Man 2                       | Jeu vidéo    |  | Titre original                        |
| 2009  | Brutal Legend                      | Jeu vidéo    |  | Rip The System, Free your Hate        |

### Remixes
(août 2024).
| Groupe                                     | Titre                         |
| A Flock Of Seagulls                        | Space Age Love Song           |
| Bile                                       | Submission                    |
| Bloodhound Gang                            | The Bad Touch                 |
| Braindead Sound Machine                    | Walking After Midnight        |
| Chemlab                                    | Electric Molecular            |
| Combichrist                                | Get Your Body Beat            |
| Die Krupps                                 | Iron Man                      |
| Dink                                       | Get On It                     |
| Dink                                       | Green Mind                    |
| Evil Mothers                               | I Like Fur                    |
| Front 242                                  | Modern Angel                  |
| Genitorturers                              | Addiction                     |
| Genitorturers                              | Sin City                      |
| Girls Under Glass                          | Ten Million Dollars           |
| Good Courage                               | Did I Deserve This            |
| kidneythieves                              | Spank                         |
| Legion Within                              | Cover Me                      |
| Phil Lewis (L.A. Guns)                     | Hello There                   |
| Phil Lewis (L.A. Guns)                     | My Michelle                   |
| Living Colour                              | Ausländer                     |
| Lords of Acid                              | Little Mighty Rabbit          |
| Lords of Acid                              | Lover                         |
| Love And Rockets                           | Resurrection Hex              |
| Lucia                                      | Monkey Puzzle Tree            |
| Metallica                                  | King Nothing                  |
| Mindless Self Indulgence                   | Straight To Video             |
| Missing Persons                            | Walking in LA                 |
| My Life with the Thrill Kill Kult          | The Days of Swine and Roses   |
| o.n.a.                                     | Nie Chcę Nigdy - Babcia       |
| PIG                                        | No One Gets Out Of Here Alive |
| PIG                                        | Blades                        |
| Rammstein                                  | Du Riechst So Gut             |
| Rammstein                                  | FKK Mix                       |
| Regenerator                                | The Archetype                 |
| Jack Russell (Great White) & Dweezil Zappa | Unchained                     |
| Sabotage Q.C.Q.C.?                         | To Be                         |
| Sister Machine Gun                         | Addiction                     |
| Skinny Puppy                               | Addiction                     |
| Mark Slaughter (Slaughter)                 | Rock And Roll                 |
| Swamp Terrorists                           | Dive-Right Jab                |
| Treponem Pal                               | Renegade                      |
| White Zombie                               | Black Sunshine                |
| White Zombie                               | Thunder Kiss '65              |
| Young Gods, The                            | Kissing The Sun               |
| Zombie Girl                                | Creepy Crawler                |
| Jesus On Exsaty                            | Assassinate Me                |

## Vidéographie
(août 2024).

### VHS
| Année | Titre                | Notes                |
| 1996  | A Drug Against War   | Vidéo promotionnelle |
| 1996  | Juke-Joint Jezebel   | Vidéo promotionnelle |
| 1996  | Son Of A Gun         | Vidéo promotionnelle |
| 1997  | Megalomaniac         | Vidéo promotionnelle |
| 1997  | Beat by Beat by Beat |                      |

### DVD
| Année | Titre                            | Notes |
| 2001  | Beat by Beat by Beat             |       |
| 2003  | Sturm & Drang Tour 2002          |       |
| 2004  | WWIII Tour 2003                  |       |
| 2005  | 20th Anniversary World Tour 2004 |       |

## Projets parallèles
| Groupe          | Contributeurs | Titre                     | Année |
| Excessive Force | Sascha Konietzko | Conquer Your House        | 1991  |
|                 | | Conquer Your World        | 1992  |
|                 | | Blizkrieg                 | 1993  |
|                 | | Gentle Death              | 1994  |
| Pigface         | En Esch | Fook                      | 1992  |
|                 | | Truth Will Out            | 1994  |
| MDFMK           | Sascha Konietzko, Lucia Cifarelli, Tim Sköld                                                                        | MDFMK                     | 2000  |
| Schwein         | Raymond Watts, Sascha Konietzko, Lucia Cifarelli, Jules Hodgeson, Sakurai Atsushi, Imai Hisashi, Yokoyama Kazutoshi | Schweinstein              | 2001  |
|                 | | Son of Schweinstein       | 2002  |
| Lucia           | Lucia Cifarelli, Sascha Konietzko, Jules Hodgeson, Andy Selway                                                      | From The Land Of Valcanos | 2004  |
| KGC             | Lucia Cifarelli, Sascha Konietzko, Dean Garcia                                                                      | Dirty Bomb                | 2006  |